# Carl Larsson (född 1920)
Carl Erik Lennart Larsson, född 11 mars 1920 i Malmö, död där 22 november 2003, var en svensk målare och tecknare. 
Han var son till målaren Sven Larsson och Gerda Karolina Dahlin och från 1945 gift med Anna Theresia Thomasson. Larsson studerade vid Skånska målarskolan i Malmö 1938–1940 och för Fernand Léger i Paris 1950. Han ställde ut separat på Galleri Gråmunken i Stockholm 1953 och han medverkade i ett stort antal samlingsutställningar bland annat på Malmö rådhus, Galleri 21 i Malmö och på Tokanten i Köpenhamn. Han drev under några år en egen målarskola i Malmö och en liten teater med revyer, sketcher, politiska satirer, musik och poesikvällar på repertoaren. Under några år var han verksam med collagebilder med teman från Pär Lagerkvists dikter.   